# Wolvey
Wolvey – wieś w Anglii, w hrabstwie Warwickshire, w dystrykcie Rugby. Leży 28 km na północny wschód od miasta Warwick i 139 km na północny zachód od Londynu. W 2001 miejscowość liczyła 1741 mieszkańców.